# Премія імені Якуба Цішинського
Премія імені Якуба Цішинського (в. -луж. Myto Ćišinskeho, нім. Ćišinski-Preis) — колишня державна премія НДР, в даний час — премія «Фонду серболужицького народу». Премією нагороджуються організації, культурні, громадські, наукові та літературні діячі, які зробили значний внесок у збереження і розвиток лужицької культури, науки, мистецтва і лужицьких мов. Названа ім'ям класика лужицької літератури Якуба Цішинського.

## Історія
Премія була заснована 28 липня 1956 року як державна премія НДР. Премію присуджували особам, які зробили значний внесок в літературі, збереженні та розвитку лужицьких мов. 1982 року премії було присвоєно ім'я засновника лужицької реалістичної літератури Якуба Барт-Цішинського. Останній раз премія як державна була присуджена в 1990 році. З 1991 по 1994 рік премію не присуджували.
З 1995 року премію стала присуджувати громадська організація «Фонд серболужицького народу». Як правило, премію присуджують що два роки за видатні досягнення в області суспільного життя лужицького народу, культури, мистецтва, науки і за сприяння перспективним починанням в їхньому розвитку. Премія складається з головної нагороди і премії, яка вручається радою піклувальників «Фонду сербського народу». Нагородження лауреатів відбувається в жіночому католицькому монастирі «Зірка Марії», який знаходиться в лужицькому селі Паншвіц-Кукау.

## Список лауреатів
- 1956 — Ян Павол Нагель (керівник ансамблю Котбуської сербської вищої школи), Міклауш Кречмар (керівник Сербського народного театру);
- 1957 — Курт Креньц (багаторічний голова Домовіна);
- 1958 — Павол Недо (педагог і голова Домовіни);
- 1959 — Мерчін Новак-Нехорнський (письменник і художник), Курт Хорст Шлосар (художник);
- 1960 — Фрідо Метшк (нижньолужицький письменник і поет);
- 1962 — Юрій Брізан (письменник), Циріл Кола (журналіст), Марія Кубашец (педагог і письменниця);
- 1964 — Міна Віткойц (письменник і поетеса), Ян Циж (громадський діяч і письменник);
- 1968 — Юрій Веля (письменник), Юрій Винар (письменник, поет і композитор);
- 1966 — Міхал Навка (поет і письменник), Ян Буланк (композитор і диригент), Юрій Вуйеш, Юрій Мертін;
- 1970 — Павол Новотний (громадський діяч), Бен Будар (письменник і журналіст), Ян Рауп (композитор), Бено Шрам, Вілем Шибар (художник), Йозеф Новак, Юрай Кубанка, Петр Малінк;
- 1972 — «Płomjo» (дитячий журнал), Ян Мешканк, Бено Шолта, Ахім Бранкачк, 1-я Серболужицька культурна бригада (хор), «Mały Wjelkow» (ансамбль);
- 1974 — Юрій Кох (письменник), Мертіні Бенада, Ян Коск, ансамбль «Hermann Matern», редакційний колектив лужицької газети «Nowy Casnik»;
- 1976 — хор «Budyšin», Єва Ворша Ланзина і Стеффен Ланга (художники), Павол Фьолькель (письменник і вчений-славіст), лужицький піонерський театр «Budyšin», редакція журналу «Rozhlad»;
- 1978 — Петр Малінк, Юрій Грос, колектив «SLA» (в складі Моніки Реверкової, Леньки Шолчіц-Вінарец і Павола Шолти), Детлеф Кобеля, народний ансамбль у складі Юрія Кубаш, Павола Кмеча, Яна Гемпеля, Ярмілі Врхотової і Ладіслава Врхоти;
- 1980 — Гінц Шевц, Народний хор «Meja», Альфонс Янца, Ганьжа Беньшова (письменниця), колектив Німецько-серболужицького народного театру, Юрій Бетнар, Антон Навка, Арноші Ковар;
- 1982 — Курт Леффлер, Ганка Крауцец (художник), Ян Шолта, Ян Гандрік, хор «Lipa», Цирілом Коля;
- 1984 — колектив газети «Nowa doba», Єва Ворша Ланзіна (художник), лужицький чоловічий хор «Delany», Гельмут Фаска, Йозеф Френці, колектив народного хору в складі Кресчана Баумгартеля, Яна Кнебеля, Альфонса Грегора і Павола Шолта;
- 1986 — Мертін Каспер (історик), Ян Павол Нагель, Костянтин Трофимович, Ян Бук, хор «Jakub Bart-Ćišinski» з села Панчіци-Кукова, народний хор «SPW Worklecy» з села Ворклеци, музичний колектив у складі Павола Гройліха, Герата Гендріха і Мертіна Вьолькеля;
- 1988 — Альфонс Янца, Ян Косько, Ян Ворнар, колектив піонерського ансамблю «Hermann Matern»;
- 1990 — Кіто Лоренц, Мерчін Саловський, Богуміла Шретрова, Кресчан Барт, Ян Магр і Мертін Слоденк, Гана Тіліхова, Лотар Балько і Макс Донат;
- 1995 — Антон Навка, Рожа Домашцина (заохочувальна премія) ;
- 1997 — Герберт Новак, Фред Печка;
- 1999 — Альфонц Френцль, Ян Циж ;
- 2001 — Манфред Староста, нижньолужицький дитячий ансамбль;
- 2003 — Марія Ульбріхец, Мерана Цушцина ;
- 2005 — Янаш Петш, Таня Донатец;
- 2009 — Мето Пернак (письменник), Іштван Кобеля;
- 2011 — Бенедикт Дирліх, Єва-Марія Чорнакец (дитячий письменник);
- 2013 — Бено Будар, Міхал Циж.
- 2015 — Манфред Ладуш, Себастьян Еліковскій-Вінклер.
- 2017 — головний приз: Юро Метшк (композитор), спеціальна премія: Любина Гайдук-Вельковіч (дитяча письменниця)[1].
- 2019 — головний приз: Марія Еліковська-Вінклерова (нижньолужицька філолог), спеціальна премія: Радіо «Саткула».